# Комплекс от древни сгради в планините Удан
Комплекс от древни сгради в планините Удан (на китайски: 武当山古建筑群) е даоистки архитектурен комплекс в планината Уданшан в провинция Хубей, Централен Китай.
Това е сред основните даоистки култови центрове, а планината е наричана една от Четирите свещени планини на даоизма. Първите светилища са изградени през VII век, а през следващите столетия Уданшан се развива в сложен комплекс от дворци, мъжки и женски манастири и храмове. Смята се, че в там е създадено бойното изкуство тайдзи цюан.
През 1994 година комплексът е включен в Списъка на световното наследство на ЮНЕСКО.